# Campestre da Serra
Campestre da Serra egy község (município) Brazíliában, Rio Grande do Sul állam északkeleti részén. 2021-ben becsült népessége 3402 fő volt.

## Története
A hely régen Vacaria területén volt, a kialakuló települést pedig kezdetben Vila Korffnak nevezték az első telepes család után. 1907-ben híd épült a Rio das Antas fölött (Ponte de Korff), amely fellendítette a település fejlődését. 1913-ban Korff néven Vacaria község kerülete lett. 1927-ben felépítették Szent Mánuelnek dedikált templomukat, és a település is felvette a São Manoel nevet.
A Vacariát és Caxias do Sult összekötő BR116 főút építésekor a lakosok elhagyták São Manoelt és az út mellett alapítottak új települést Campestre da Serra néven (a campestre jelentése tisztás), amely hamarosan a kerület új székhelye lett. 1992-ben függetlenedett és 1993-ban önálló községgé alakult.

## Leírása
Székhelye Campestre da Serra, további kerületei nincsenek. A községközpont 770 méteres tengerszint feletti magasságban fekszik, 135 kilométerre Porto Alegretől. Éghajlata óceáni (Cfb). Gazdasága a mezőgazdaságra (szója- és szőlőtermesztés, baromfitenyésztés) és a szolgáltatásokra alapozódik.